# Redo of Healer
Redo of Healer (回復術士のやり直し 〜即死魔法とスキルコピーの超越ヒール〜, Kaifuku Jutsushi no Yarinaoshi: Sokushi Mahō to Sukiru Kopī no Chōetsu Hīru, litt. le « recommencement du guérisseur : les Heals transcendants de copie de compétence et de magie de mort subite »), aussi abrégée en Kaiyari (かいやり) au Japon, est une série de light novels japonaise écrite par Rui Tsukiyo et illustrée par Shiokonbu.
La série est d'abord postée en ligne en décembre 2016 sur le site Shōsetsuka ni Narō. Elle est ensuite acquise par Kadokawa Shoten, qui publie dix volumes depuis juillet 2017, prépubliant les chapitres sur Kadokawa Sneaker Bunko (en). La série est devenue célèbre pour son contenu explicite et les scènes de viol à répétition qu'elle présente.
Une adaptation manga réalisée par Sōken Haga est publiée en ligne via le site Web Young Ace Up de Kadokawa Shoten depuis octobre 2017. Seize volumes du manga ont ainsi été publiés.
Une adaptation en série animée réalisée par TNK a été diffusée entre janvier et avril 2021.

## Synopsis
Après avoir été longuement exploité, drogué et sexuellement abusé en raison de son statut de faible Héros guérisseur, Keyaru développe des pouvoirs tirés des expériences de ceux qu'il a soigné : cependant, au moment où il s'aperçoit de son potentiel, il a déjà été privé de tout.
Il décide alors d'utiliser la magie de guérison sur le monde pour remonter quatre ans dans le passé, tout recommencer et se venger de ceux qui l'ont abusé, violé et exploité.

## Personnages

### Principaux
Keyaru (ケヤル) (identité réelle) / Keyaruga (ケヤルガ) (nouvelle identité) / Keara (ケアーラ, Keāra) (identité féminine)
Voix japonaise : Yūya Hozumi (ja) (Keyaru/Keyaruga), Yōko Hikasa (Keara)
Le protagoniste de l'histoire.
Héros guérisseur béni par l'insigne du Héros lors de son passage à l'âge adulte, ses capacités l'amènent néanmoins à endurer quatre années d'abus physiques, mentaux et sexuels de la part de ses propres alliés, lui faisant percevoir la profonde corruption du Royaume de Gioral.
Après la bataille contre la Reine des Démons, Eve, Keyaru parvient à obtenir la pierre philosophale. Il l'utilise pour revenir dans le passé et se venger de ses tortionnaires : après avoir enlevé la princesse Flare, il décide de commencer une nouvelle vie sous le nom de Keyaruga ; Keara est le nom qu'il prend lorsqu'il se travestit en femme à l'aide de ses pouvoirs pour piéger Blade, l'Héroïne épéiste.
Flare Earlgrande Gioral (フレア・アールグランデ・ジオラル, Furea Ārugurande Jioraru) (identité réelle) / Freyja (フレイア, Fureia) (nouvelle identité)
Voix japonaise : Ayano Shibuya (ja) 
Héroïne magicienne et première princesse du royaume de Gioral, Flare est la principale source de souffrance de Keyaru.
Elle le voit comme un simple porteur de bagages ou comme un outil de soin imparfait. Lassée de ses plaintes, elle décide de le droguer pour le faire obéir à ses ordres. Dans la seconde temporalité, Keyaru lui rend la monnaie de sa pièce puis lui lave le cerveau pour en faire sous sa nouvelle identité, Freyja, un compagnon et une amante.
En tant que Freyja, elle est adorable, gentille et obéit à tous les ordres de Keyaruga.
Setsuna (セツナ)
Voix japonaise : Shizuka Ishigami (ja) 
Une esclave demi-humaine du clan des Loups de glace que Keyaru achète, et recrute dans son groupe.
Sa tribu est menacée d'asservissement en esclavage par le royaume de Gioral au moment où Keyaruga la rencontre : il l'aide à devenir plus forte et à venger sa tribu. En échange, le Héros guérisseur obtient tout pouvoir sur elle ainsi que sa fidélité absolue.
Setsuna devient sexuellement attachée à Keyaruga et rivalise souvent avec Freyja pour obtenir son affection.
Eve Reese (イヴ・リース, Ibu Rīsu)
Voix japonaise : Natsumi Takamori 
Une démone candidate au titre de Roi Démon.
Dans la première temporalité, elle était déjà devenue la Reine des Démons lors de sa défaite contre Keyaru : au moment de lui accorder la pierre philosophale, elle l'a supplié en larmes de l'épargner, poussant ce dernier à tenter de savoir ce qu'elle essayait de protéger. Son objectif est de tuer l'actuel Roi Démon, qui tente d'exterminer la tribu des Ailes Noires dont elle fait partie. Quand elle termine les épreuves de Cladrius, ses cheveux passent du noir à l'argent.
Témoignant de pudibonderie face aux propositions et activités sexuelles du groupe de Keyaruga, elle trahit cependant ses tendances voyeuristes.
Norn Clatalissa Gioral (ノルン・クラタリッサ・ジオラル, Norun Kuratarissa Jioraru) (identité réelle) / Ellen (エレン, Eren) (nouvelle identité)
Voix japonaise : Minami Tsuda (ja) 
La deuxième princesse du royaume de Gioral et sœur cadette de Flare.
Les deux sœurs avaient une relation étroite jusqu'à ce que Flare s'éveille en tant qu'Héroïne magicienne, la rendant plus populaire que Norn. Elle dirige son royaume avec force manipulation et sadisme, visant à écarter son aînée du trône. Après la disparition de Flare, Norn souhaite obtenir l'aide des royaumes voisins en exterminant tous les démons. Après que ses soldats ont tué une serveuse demi-humaine que Keyaruga connaissait, lui et Freyja mettent fin à son complot d'oppression et la capturent : comme il le fit avec Flare, Keyaruga lui lave le cerveau et lui fait croire qu'elle est sa propre petite sœur, Ellen.
En tant qu'Ellen, elle a un « Brother complex (en) » et considère Freyja comme une « grande sœur ».

### Secondaires
Kureha Krylet (クレハ・クライレット, Kureha Kurairetto)
Voix japonaise : Natsuki Aikawa (ja) 
Une femme chevalier du royaume de Gioral, connue sous le nom de « la Grande épéiste ».
Kureha a une dette envers Keyaru pour avoir sauvé son bras, amputé lors de leur première rencontre. Elle s'opposait initialement au parti de ce dernier, mais s'allie avec lui après avoir appris les atrocités de son royaume, Freyja feignant d'être Flare pour convaincre Kureha de ses intentions : pour réparer ses erreurs, Kureha se donne à Keyaruga et agit pour lui comme informatrice au sein du royaume de Gioral.
Son badinage constant avec Keyaru rend les autres filles jalouses.
Anna (アンナ)
Voix japonaise : Asuka Nishi (ja) 
Une fille aînée du village natal de Keyaru.
Anna lui fournissait de la nourriture et un abri depuis la mort de ses parents : elle encourage Keyaru à suivre sa conviction de changer le monde pour le mieux.
Anna prend soin de lui comme de son propre enfant, et Keyaru trouve en elle son premier amour.

### Antagonistes
Bullet (ブレット, Buretto)
Voix japonaise : Tetsu Inada 
Le Héros des fusils et initialement, l'un des compagnons de la princesse Flare.
Violeur homosexuel, ayant une attirance lubrique et obsessionnelle pour les jeunes garçons, dans la première temporalité il ciblait Keyaru lors de ses pulsions de viol et de meurtre, le battant pour défouler ses névroses (lui reprochant de se faire abuser par Flare) tout en abusant sexuellement de lui sous des prétextes « passionnels ».
En raison du traumatisme qu'il lui a causé, Keyaruga ne permet à aucun homme d'entrer dans son groupe.
Blade (ブレイド, Bureido)
Voix japonaise : Mami Fujita (ja) 
L'Héroïne épéiste affiliée au royaume de Gioral et initialement, l'une des compagnons de la princesse Flare.
Violeuse lesbienne et misandre, elle a une aversion viscérale pour les hommes égale à son attirance lubrique et obsessionnelle pour les belles jeunes femmes, qu'elle drogue avant de les amener dans son lit pour abuser d'elles.
Dans la première temporalité, par jalousie maladive Blade tourmentait et battait Keyaru chaque nuit après avoir « touché » Flare (sous les ordres de cette dernière, qui en abusait elle-même), nourrissant pour la princesse une obsession monomaniaque interdite et refoulée.

## Productions et supports

### Light novels
La série a été mise en ligne pour la première fois en décembre 2016 sur le site Shōsetsuka ni Narō par Rui Tsukiyo. Elle a ensuite été acquise par Kadokawa Shoten, qui a publié le premier volume en tant que light novel en le prépubliant dans Kadokawa Sneaker Bunko en juillet 2017.
Le 23 janvier 2021, Tsukiyo a tweeté en anglais, affirmant qu'un éditeur étranger avait refusé de publier les light novels en anglais. Il lui a été dit que la situation pourrait changer si les éditeurs étrangers recevaient suffisamment de demandes. Tsukiyo a également encouragé les fans à se pencher sur la version anglaise de son autre série de light novels, The World's Finest Assassin Gets Reincarnated in Another World as an Aristocrat, licencié aux États-Unis par Yen Press.
| no | Japonais | Japonais           | Japonais          |
| no | Titre | Date de sortie     | ISBN              |
| -- | --- | ------------------ | ----------------- |
| 1  | Kaifuku Jutsushi no Yarinaoshi: Sokushi Mahō to Sukiru Kopī no Chōetsu Hīru (回復術士のやり直し ～即死魔法とスキルコピーの超越ヒール～)      | 1er juillet 2017   | 978-4-04-105680-6 |
| 2  | Kaifuku Jutsushi no Yarinaoshi 2: Sokushi Mahō to Sukiru Kopī no Chōetsu Hīru (回復術士のやり直し２ ～即死魔法とスキルコピーの超越ヒール～)  | 1er décembre 2017  | 978-4-04-105681-3 |
| 3  | Kaifuku Jutsushi no Yarinaoshi 3: Sokushi Mahō to Sukiru Kopī no Chōetsu Hīru (回復術士のやり直し３ ～即死魔法とスキルコピーの超越ヒール～)  | 1er avril 2018     | 978-4-04-106524-2 |
| 4  | Kaifuku Jutsushi no Yarinaoshi 4: Sokushi Mahō to Sukiru Kopī no Chōetsu Hīru (回復術士のやり直し４ ～即死魔法とスキルコピーの超越ヒール～)  | 1er septembre 2018 | 978-4-04-106521-1 |
| 5  | Kaifuku Jutsushi no Yarinaoshi 5: Sokushi Mahō to Sukiru Kopī no Chōetsu Hīru (回復術士のやり直し5 ～即死魔法とスキルコピーの超越ヒール～)   | 1er février 2019   | 978-4-04-107559-3 |
| 6  | Kaifuku Jutsushi no Yarinaoshi 6: Sokushi Mahō to Sukiru Kopī no Chōetsu Hīru (回復術士のやり直し6 ～即死魔法とスキルコピーの超越ヒール～)   | 1er juillet 2019   | 978-4-04-107560-9 |
| 7  | Kaifuku Jutsushi no Yarinaoshi 7: Sokushi Mahō to Sukiru Kopī no Chōetsu Hīru (回復術士のやり直し7 ～即死魔法とスキルコピーの超越ヒール～)   | 1er décembre 2019  | 978-4-04-107561-6 |
| 8  | Kaifuku Jutsushi no Yarinaoshi 8: Sokushi Mahō to Sukiru Kopī no Chōetsu Hīru (回復術士のやり直し8 ～即死魔法とスキルコピーの超越ヒール～)   | 1er juillet 2020   | 978-4-04-109658-1 |
| 9  | Kaifuku Jutsushi no Yarinaoshi 9: Sokushi Mahō to Sukiru Kopī no Chōetsu Hīru (回復術士のやり直し9 ～即死魔法とスキルコピーの超越ヒール～)   | 26 décembre 2020   | 978-4-04-109662-8 |
| 10 | Kaifuku Jutsushi no Yarinaoshi 10: Sokushi Mahō to Sukiru Kopī no Chōetsu Hīru (回復術士のやり直し10 ～即死魔法とスキルコピーの超越ヒール～) | 29 mars 2024       | 978-4-04-109663-5 |

### Manga
Une adaptation manga de Sōken Haga est mise en ligne sur le site Young Ace Up. Seize volumes ont été publiés au 10 janvier 2025.
Une série de mangas dérivée, illustrée par Ken Nagao et intitulée Kaifuku Jutsushi no Omotenashi (Hospitalité du guérisseur ), a également commencée à être publiée dans Young Ace Up le 18 janvier 2021,.
| no | Japonais         | Japonais          |
| no | Date de sortie   | ISBN              |
| -- | ---------------- | ----------------- |
| 1  | 31 mars 2018     | 978-4-04-106838-0 |
| 2  | 4 septembre 2018 | 978-4-04-107292-9 |
| 3  | 4 février 2019   | 978-4-04-107730-6 |
| 4  | 4 juillet 2019   | 978-4-04-108358-1 |
| 5  | 3 décembre 2019  | 978-4-04-108359-8 |
| 6  | 2 mai 2020       | 978-4-04-109347-4 |
| 7  | 10 octobre 2020  | 978-4-04-109350-4 |
| 8  | 10 février 2021  | 978-4-04-109352-8 |
| 9  | 10 août 2021     | 978-4-04-111575-6 |
| 10 | 10 février 2022  | 978-4-04-111579-4 |
| 11 | 10 août 2022     | 978-4-04-112627-1 |
| 12 | 10 février 2023  | 978-4-04-113257-9 |
| 13 | 10 août 2023     | 978-4-04-113906-6 |
| 14 | 9 février 2024   | 978-4-04-114516-6 |
| 15 | 9 août 2024      | 978-4-04-115171-6 |
| 16 | 10 janvier 2025  | 978-4-04-115684-1 |

### Anime
Une adaptation de la série télévisée animée a été annoncée par Kadokawa le 21 novembre 2019. La série est animée par TNK et dirigée par Takuya Asaoka. Elle est écrite par Kazuyuki Fudeyasu et le character design est réalisé par Junji Goto. La série paraît à partir du 13 janvier 2021 sur Tokyo MX, KBS, AT-X, SUN et BS11,. Le thème d'ouverture est nommé Cruel Dreams and Sleep (残酷な夢と眠れ, "Zankoku na Yume to Nemure")  et est interprété par Minami Kuribayashi. Le thème de fin est appelé "If You Can Change the World in a Dream" (夢で世界を変えるなら, "Yume de Sekai o Kaeru Nara") et est interprété par ARCANA PROJECT. La série est constituée de 12 épisodes.
Trois versions différentes de l'anime sont disponibles : une version censurée, une version "Redo" exclusivement en streaming et une version "Complete Recovery" non censurée. Toutes les chaînes diffusant l'anime utilisent la version censurée. En plus de diffuser la version censurée à 23h30 JST, AT-X diffuse la version "Complete Recovery" le même matin à 4h00  JST. Sentai Filmworks a licencié l'anime en dehors de l'Asie et des régions germanophones. L'éditeur allemand Animoon a annoncé diffuser la série animée pour les régions germanophones et prévoir une sortie de la série sur DVD et Blu-ray à la fin de 2021. Children's Playground Entertainment a acheté la licence pour l'Asie du Sud-Est et diffuse la série sur Bilibili. Le compte Twitter officiel a inséré un avertissement de contenu pour l'anime.

#### Liste des épisodes
| No | Titre français                                     | Titre japonais                         | Titre japonais                                           | Date de 1re diffusion |
| No | Titre français                                     | Kanji                                  | Rōmaji                                                   | Date de 1re diffusion |
| -- | -------------------------------------------------- | -------------------------------------- | -------------------------------------------------------- | --------------------- |
| 1  | Le soigneur recommence !                           | 回復術士は、やり直す！                 | Kaifuku Jutsushi wa, Yarinaosu!                          | 13 janvier 2021       |
| 2  | Le soigneur ruine la princesse Flare !             | 回復術士は、フレア王女を壊す！         | Kaifuku Jutsushi wa, Furea Ōjo o Kowasu!                 | 20 janvier 2021       |
| 3  | Le soigneur achète une esclave !                   | 回復術士は、奴隷を買う！               | Kaifuku Jutsushi wa, Dorei o Kau!                        | 27 janvier 2021       |
| 4  | Le soigneur obtient Setsuna !                      | 回復術士は、セツナを手に入れる！       | Kaifuku Jutsushi wa, Setsuna o Te ni Ireru!              | 3 février 2021        |
| 5  | Le soigneur trouve un nouveau jouet !              | 回復術士は、新しいおもちゃを見つける！ | Kaifuku Jutsushi wa, Atarashii Omocha o Mitsukeru!       | 10 février 2021       |
| 6  | Le soigneur verse du sang et des larmes !          | 回復術士は、血と涙を流す！             | Kaifuku Jutsushi wa, Chi to Namida o Nagasu!             | 17 février 2021       |
| 7  | Le soigneur rend justice !                         | 回復術士は、正義を執行する！           | Kaifuku Jutsushi wa, Seigi o Shikkō Suru!                | 24 février 2021       |
| 8  | Le soigneur rencontre le Roi Démon !               | 回復術士は、魔王と出会う！             | Kaifuku Jutsushi wa, Maō to Deau!                        | 3 mars 2021           |
| 9  | Le soigneur se venge pour un repas !               | 回復術士は、食べ物の恨みを晴らす！     | Kaifuku Jutsushi wa, Tabemono no Urami o Harasu!         | 10 mars 2021          |
| 10 | Le soigneur devient une belle fleur solitaire !    | 回復術士は、可憐な一輪の花になる！     | Kaifuku Jutsushi wa, Karen na Ichirin no Hana ni Naru!   | 17 mars 2021          |
| 11 | Le soigneur est troublé par la brutalité de Norn ! | 回復術士は、ノルンの蛮行に心を痛める！ | Kaifuku Jutsushi wa, Norun no Bankō ni Kokoro o Itameru! | 24 mars 2021          |
| 12 | Le soigneur commence un nouveau voyage !           | 回復術士は、新たなる旅に出る！         | Kaifuku Jutsushi wa, Arata Naru Tabi ni Deru!            | 31 mars 2021          |

## Réception
Plus de 800 000 exemplaires de la série de light novels ont été imprimés. Depuis la diffusion de l'anime, le light novel et le manga ont gagné en popularité, ce qui a entraîné une augmentation des ventes numériques. Plusieurs volumes du manga se sont également classés dans le top dix des palmarès des mangas d'Amazon Japon.
Dans le guide de prévisualisation des animes de la saison Hiver 2021 d'Anime News Network, la série a été attaquée par la plupart des critiques pour ses viols récurrents, un aspect des light novels qui a suscité la controverse avant même la première de l'anime. La série a également été critiquée pour avoir une histoire de fantasy "générique" et des justifications "artificielles" à la base de son intrigue.

## Voir également
- The World's Finest Assassin Gets Reincarnated in Another World as an Aristocrat - Une autre série de light novels du même auteur.

### Édition japonaise

#### Light novel
1. 1 2  (ja) Tome 1
2. 1 2  (ja) Tome 2
3. 1 2  (ja) Tome 3
4. 1 2  (ja) Tome 4
5. 1 2  (ja) Tome 5
6. 1 2  (ja) Tome 6
7. 1 2  (ja) Tome 7
8. 1 2  (ja) Tome 8
9. 1 2  (ja) Tome 9
10. 1 2  (ja) Tome 10

#### Manga
1. 1 2  (ja) Tome 1
2. 1 2  (ja) Tome 2
3. 1 2  (ja) Tome 3
4. 1 2  (ja) Tome 4
5. 1 2  (ja) Tome 5
6. 1 2  (ja) Tome 6
7. 1 2  (ja) Tome 7
8. 1 2  (ja) Tome 8
9. 1 2  (ja) Tome 9
10. 1 2  (ja) Tome 10
11. 1 2  (ja) Tome 11
12. 1 2  (ja) Tome 12
13. 1 2  (ja) Tome 13
14. 1 2  (ja) Tome 14
15. 1 2  (ja) Tome 15
16. 1 2  (ja) Tome 16